# Вельополе (Домбровський повіт)
Вельополе (пол. Wielopole) — село в Польщі, у гміні Олесно Домбровського повіту Малопольського воєводства.
Населення — 699 осіб (2011).
У 1975—1998 роках село належало до Тарновського воєводства.

## Географія
Селом тече річка Велополька.

## Демографія
Демографічна структура станом на 31 березня 2011 року:
|          | Загалом | Допрацездатний вік | Працездатний вік | Постпрацездатний вік |
| -------- | ------- | ------------------ | ---------------- | -------------------- |
| Чоловіки | 344     | 87                 | 218              | 39                   |
| Жінки    | 355     | 79                 | 198              | 78                   |
| Разом    | 699     | 166                | 416              | 117                  |